# Pfarrkirche Brand bei Loschberg

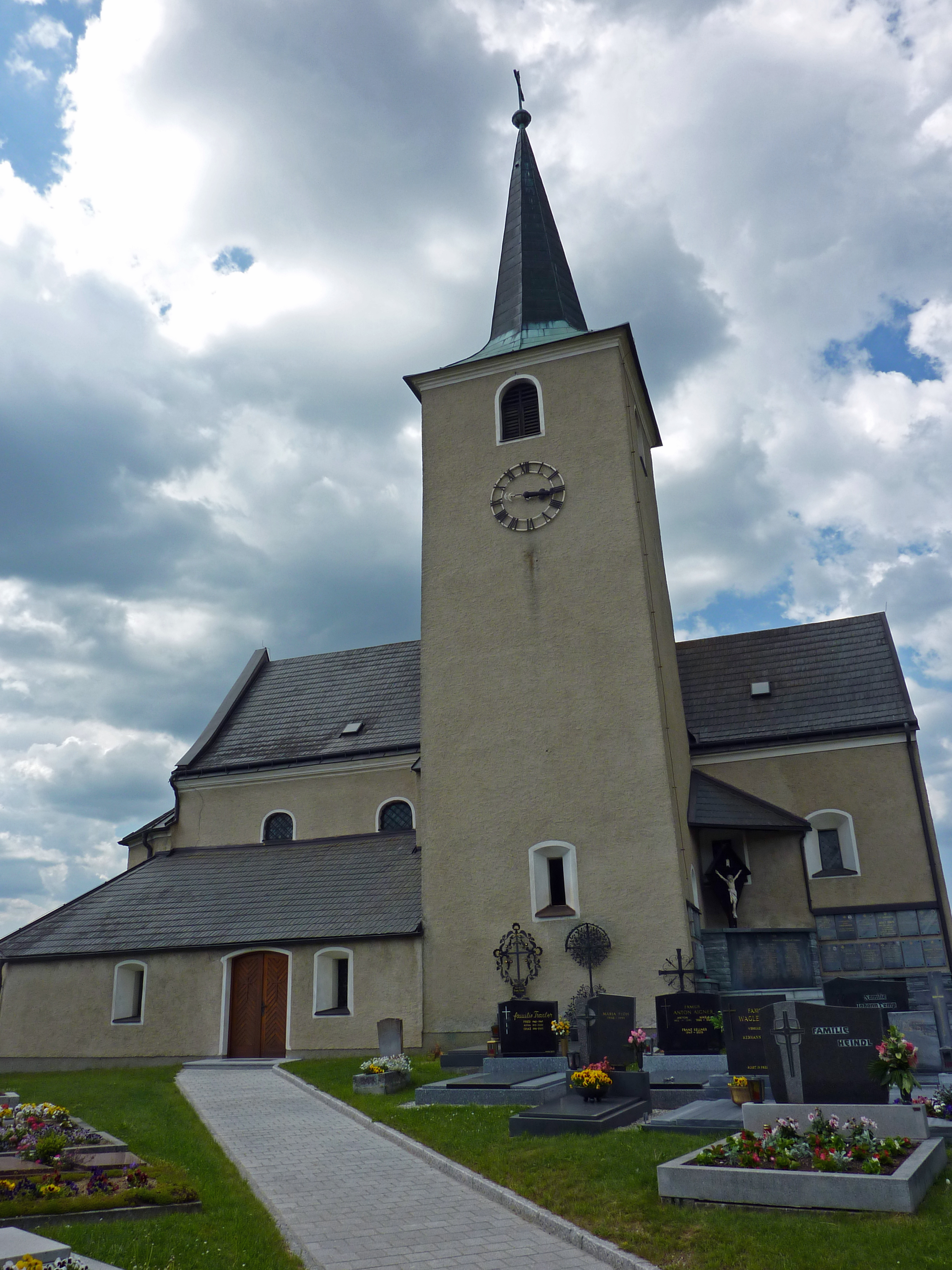
Katholische Pfarrkirche hl. Georg in Brand

Die römisch-katholische Pfarrkirche Brand bei Loschberg steht auf einer Anhöhe im Norden des Ortes Brand bei Loschberg in der Marktgemeinde Waldhausen im Bezirk Zwettl in Niederösterreich. Die dem heiligen Georg geweihte Pfarrkirche gehört zum Dekanat Zwettl der Diözese St. Pölten. Die Kirche steht unter Denkmalschutz.

## Geschichte
Der gotische Kirchenbau aus dem 14. Jahrhundert wurde 1671 umgebaut und barockisiert. 1966 erfolgte eine Restaurierung und Erweiterung.

## Architektur
Die von einer Friedhofsmauer umgebene Kirche hat ein rechteckiges Langhaus – im Kern gotisch – mit barocken Flach- und Rundbogenfenstern. Der schmälere niedrigere gotische Chor zeigt im Osten gotische Spitzbogenfenster und im Süden barocke Flachbogenfenster. Der Südturm – im Kern gotisch – hat ein Glockengeschoß aus dem 18. Jahrhundert mit rundbogigen Schallfenstern und trägt einen Spitzhelm aus dem 19. Jahrhundert. Die im Norden angebaute Sakristei ist gotisch. Im Süden ist ein Vorhalle angebaut. Die Kirche wurde 1966 an der Westseite mit einem Zubau und einem Emporenaufgang erweitert.
Das zweijochige Langhaus hat ein Tonnengewölbe mit Stichkappen, im Westen wurde ein Musikempore eingebaut. Der Triumphbogen ist spitzbogig. Der Chor ist gratgewölbt mit spitz zulaufenden Zwickeln. Die quadratische Sakristei mit einem Tonnengewölbe hat ein spätgotisches Schulterbogenportal. Das Turmerdgeschoß hat ein Kreuzgratgewölbe.
Die Glasfenster aus 1912 zeigen das Herz Mariä und Herz Jesu.

## Ausstattung
Der Hochaltar entstand 1915. Der Seitenaltar ist neugotisch. Die Kanzel aus 1803 ist klassizistisch. Die barocken Figuren Florian, Georg und Sebastian sind aus der ersten Hälfte des 18. Jahrhunderts. Die Kreuzwegbilder sind aus dem Anfang des 19. Jahrhunderts. 
Die Orgel ist aus 1846. Eine Glocke nennt David Vestnitzer 1630. Eine Glocke nennt Franciscus Pfistermeister 1767.